# Velika nagrada Natala 1962
Velika nagrada Natala 1962 je bila dvaindvajseta in zadnja neprvenstvena dirka Formule 1 v sezoni 1962. Odvijala se je 22. decembra 1962 na dirkališču Westmead Circuit v Durbanu.

## Rezultati

### Kvalifikacije
| Poz | Št | Dirkač            | Konstruktor         | Čas     | Zaostanek |
| --- | -- | ----------------- | ------------------- | ------- | --------- |
| 1   | 1  | Jim Clark         | Lotus-Climax        | 1:22,11 | -         |
| 2   | 3  | Graham Hill       | BRM                 | 1:22,67 | + 0,56    |
| 3   | 2  | Trevor Taylor     | Lotus-Climax        | 1:22,79 | + 0,68    |
| 4   | 4  | Richie Ginther    | BRM                 | 1:24,06 | + 1,95    |
| 5   | 6  | Gary Hocking      | Lotus-Climax        | 1:25,10 | + 2,99    |
| 6   | 26 | Bruce Johnstone   | BRM                 | 1:25,95 | + 3,84    |
| 7   | 9  | Neville Lederle   | Lotus-Climax        | 1:26,20 | + 4,09    |
| 8   | 14 | Syd van der Vyver | Lotus-Climax        | 1:26,62 | + 4,51    |
| 9   | 15 | John Love         | Cooper-Climax       | 1:27,35 | + 5,24    |
| 10  | 12 | Peter de Klerk    | Alfa Romeo Special  | 1:27,92 | + 5,81    |
| 11  | 7  | Ernie Pieterse    | Lotus-Climax        | 1:27,96 | + 5,85    |
| 12  | 11 | Doug Serrurier    | LDS-Alfa Romeo      | 1:28,89 | + 6,78    |
| 13  | 17 | Bernard Podmore   | Lotus-Climax        | 1:29,27 | + 7,16    |
| 14  | 10 | Sam Tingle        | LDS-Alfa Romeo      | 1:30,17 | + 8,06    |
| 15  | 18 | Fanie Viljoen     | LDS-Climax          | 1:30,22 | + 8,11    |
| 16  | 21 | Bob van Niekerk   | Lotus-Climax        | 1:30,35 | + 8,24    |
| 17  | 16 | Mike Harris       | Cooper-Alfa Romeo   | 1:31,38 | + 9,27    |
| 18  | 25 | Gene Bosman       | LDS-Alfa Romeo      | 1:31,43 | + 9,32    |
| 19  | 31 | Peter van Niekerk | Lotus-Ford          | 1:32,59 | + 10,48   |
| 20  | 35 | Clive Trundell    | Cooper-Maserati     | 1:33,54 | + 11,43   |
| 21  | 32 | Brausch Niemann   | Lotus-Ford          | 1:33,65 | + 11,54   |
| 22  | 19 | Trevor Blokdyk    | Cooper-Alfa Romeo   | 1:33,80 | + 11,69   |
| 23  | 29 | Gordon Henderson  | Scorpion-Alfa Romeo | 1:34,28 | + 12,17   |
| 24  | 37 | Dave Riley        | Cooper-BMC          | 1:34,97 | + 12,86   |
| 25  | 30 | Vern McWilliams   | Lotus-Borgward      | 1:36,44 | + 14,33   |
| 26  | 39 | Jack Holme        | Lotus-Climax        | 1:36,46 | + 14,35   |
| 27  | 33 | Errol Hammon      | LDS-Ford            | 1:36,61 | + 14,50   |
| 28  | 36 | Dave Charlton     | Lotus-Ford          | 1:36,83 | + 14,72   |
| 29  | 27 | Bill Dunlop       | Cooper-Alfa Romeo   | 1:37,13 | + 15,02   |
| 30  | 5  | Bill Scheepers    | Lotus-Alfa Romeo    | 1:37,23 | + 15,12   |
| 31  | 20 | Ray Cresp         | Cooper-Alfa Romeo   | 1:37,94 | + 15,83   |
| 32  | 38 | Eric Glasby       | Cooper-Alfa Romeo   | 1:40,30 | + 18,19   |
| 33  | 24 | Tony Neave        | Cooper-Alfa Romeo   | 1:45,82 | + 23,71   |

### Prva preddirka
| Poz | Dirkač            | Moštvo                   | Konstruktor       | Čas/Odstop | Št. m. |
| --- | ----------------- | ------------------------ | ----------------- | ---------- | ------ |
| 1   | Richie Ginther    | Owen Racing Organisation | BRM               | 31:56,8    | 2      |
| 2   | Bruce Johnstone   | Bruce Johnstone          | BRM               | + 53,5 s   | 3      |
| 3   | Syd van der Vyver | Syd van der Vyver        | Lotus-Climax      | + 1:00,9   | 4      |
| 4   | Sam Tingle        | Sam Tingle               | LDS-Alfa Romeo    |            | 8      |
| 5   | Fanie Viljoen     | G.E. Mennie              | LDS-Climax        |            | 9      |
| 6   | Clive Trundell    | Clive Trundell           | Cooper-Maserati   |            | 10     |
| 7   | John Love         | John Love                | Cooper-Climax     |            | 5      |
| 8   | Jack Holme        | Jack Holme               | Lotus-Climax      |            | 14     |
| 9   | Peter van Niekerk | Ted Lanfear              | Lotus-Ford        |            | 11     |
| 10  | Doug Serrurier    | Otelle Nucci             | LDS-Alfa Romeo    |            | 6      |
| 11  | Bill Dunlop       | Bill Dunlop              | Cooper-Alfa Romeo |            | 15     |
| 12  | Jim Clark         | Team Lotus               | Lotus-Climax      |            | 1      |
| 13  | Bernard Podmore   | Grosvenor Motors         | Lotus-Climax      |            | 7      |
| 14  | Vern McWilliams   | Vern McWilliams          | Lotus-Borgward    |            | 13     |
| Ods | Brausch Niemann   | Brausch Niemann          | Lotus-Ford        |            | 12     |
| Ods | Eric Glasby       | Eric Glasby              | Cooper-Alfa Romeo |            | 16     |

### Druga preddirka
| Poz | Dirkač           | Moštvo                   | Konstruktor         | Čas/Odstop | Št. m. |
| --- | ---------------- | ------------------------ | ------------------- | ---------- | ------ |
| 1   | Trevor Taylor    | Team Lotus               | Lotus-Climax        | 32:19,6    | 2      |
| 2   | Graham Hill      | Owen Racing Organisation | BRM                 | + 2,2 s    | 1      |
| 3   | Neville Lederle  | Neville Lederle          | Lotus-Climax        | + 51,0 s   | 3      |
| 4   | Peter de Klerk   | Otelle Nucci             | Alfa Romeo Special  | + 1:15,6   | 4      |
| 5   | Ernie Pieterse   | Ernie Pieterse           | Lotus-Climax        | + 1:22,2   | 5      |
| 6   | Bob van Niekerk  | Equipe Judette           | Lotus-Climax        |            | 6      |
| 7   | Gene Bosman      | Gene Bosman              | LDS-Alfa Romeo      |            | 8      |
| 8   | Ray Cresp        | Hoffman Racing Team      | Cooper-Alfa Romeo   |            | 15     |
| 9   | Dave Riley       | Dave Riley               | Cooper-BMC          |            | 11     |
| 10  | Trevor Blokdyk   | Hoffman Racing Team      | Cooper-Alfa Romeo   |            | 9      |
| 11  | Gordon Henderson | Gordon Henderson         | Scorpion-Alfa Romeo |            | 10     |
| Ods | Mike Harris      | Mike Harris              | Cooper-Alfa Romeo   |            | 7      |
| Ods | Errol Hammon     | Errol Hammon             | LDS-Ford            |            | 12     |
| Ods | Dave Charlton    | Ecurie Tomahawk          | Lotus-Ford          |            | 13     |
| Ods | Bill Scheepers   | H. Muller                | Lotus-Alfa Romeo    |            | 14     |
| Ods | Tony Neave       | A & G Conversions        | Cooper-Alfa Romeo   |            | 16     |

### Niso štartali (DNS) ali se udeležili dirke (DNA)
Navedeni so posebej, ker ni znano, v kateri od preddirk bi naj nastopili.
| Št | Dirkač         | Moštvo                 | Dirkalnik          | Razlog         |
| -- | -------------- | ---------------------- | ------------------ | -------------- |
| 6  | Gary Hocking   | Rob Walker Racing Team | Lotus-Climax       | Smrtna nesreča |
| 8  | John Guthrie   | John Guthrie           | Cooper-Alfa Romeo  | Umik           |
| 22 | Neville Austin | Neville Austin         | Cooper-Climax      | Umik           |
| 23 | Doug Serrurier | Scuderia Lupini        | Cooper-Maserati    | Umik           |
| 28 | Tony Kotze     | Bond Cars              | Assegai-Alfa Romeo | Umik           |
| 34 | Lionel Wilmot  | Lionel Wilmot          | Lotus-Ford         | Umik           |
| 40 | Peter Bosch    | Windhoek Motor Club    | Heron-Alfa Romeo   | Umik           |
| 41 | Peter Bosch    | Windhoek Motor Club    | Cooper-Climax      | Umik           |

### Finale
| Poz | Dirkač            | Moštvo                   | Konstruktor        | Krogi | Čas/Odstop    | Št. m. |
| --- | ----------------- | ------------------------ | ------------------ | ----- | ------------- | ------ |
| 1   | Trevor Taylor     | Team Lotus               | Lotus-Climax       | 33    | 48:08,7       | 2      |
| 2   | Jim Clark         | Team Lotus               | Lotus-Climax       | 33    | + 6.1,s       | 22     |
| 3   | Richie Ginther    | Owen Racing Organisation | BRM                | 33    | + 22,1 s      | 1      |
| 4   | Neville Lederle   | Neville Lederle          | Lotus-Climax       | 32    | +1 krog       | 6      |
| 5   | Ernie Pieterse    | Ernie Pieterse           | Lotus-Climax       | 32    | +1 krog       | 8      |
| 6   | John Love         | John Love                | Cooper-Climax      | 32    | +1 krog       | 13     |
| 7   | Peter de Klerk    | Otelle Nucci             | Alfa Romeo Special | 32    | +1 krog       | 7      |
| 8   | Sam Tingle        | Sam Tingle               | LDS-Alfa Romeo     | 31    | +2 kroga      | 9      |
| 9   | Gene Bosman       | Gene Bosman              | LDS-Alfa Romeo     | 31    | +2 kroga      | 14     |
| 10  | Doug Serrurier    | Otelle Nucci             | LDS-Alfa Romeo     | 31    | +2 kroga      | 18     |
| 11  | Bob van Niekerk   | Equipe Judette           | Lotus-Climax       | 31    | +2 kroga      | 12     |
| 12  | Fanie Viljoen     | G.E. Mennie              | LDS-Climax         | 30    | +3 krogi      | 10     |
| 13  | Clive Trundell    | Clive Trundell           | Cooper-Maserati    |       |               | 11     |
| 14  | Jack Holme        | Jack Holme               | Lotus-Climax       |       |               | 16     |
| 15  | Graham Hill       | Owen Racing Organisation | BRM                | 24    | +9 krogov     | 3      |
| 16  | Ray Cresp         | Hoffman Racing Team      | Cooper-Alfa Romeo  |       |               | 15     |
| Ods | Dave Riley        | Dave Riley               | Cooper-BMC         |       |               | 19     |
| Ods | Peter van Niekerk | Ted Lanfear              | Lotus-Ford         |       |               | 17     |
| Ods | Trevor Blokdyk    | Hoffman Racing Team      | Cooper-Alfa Romeo  |       |               | 20     |
| Ods | Bill Dunlop       | Bill Dunlop              | Cooper-Alfa Romeo  | 18    | Puščanje olja | 21     |
| Ods | Bruce Johnstone   | Bruce Johnstone          | BRM                | 12    | Puščanje olja | 4      |
| Ods | Syd van der Vyver | Syd van der Vyver        | Lotus-Climax       | 5     | Trčenje       | 5      |